# Attrition (Band)

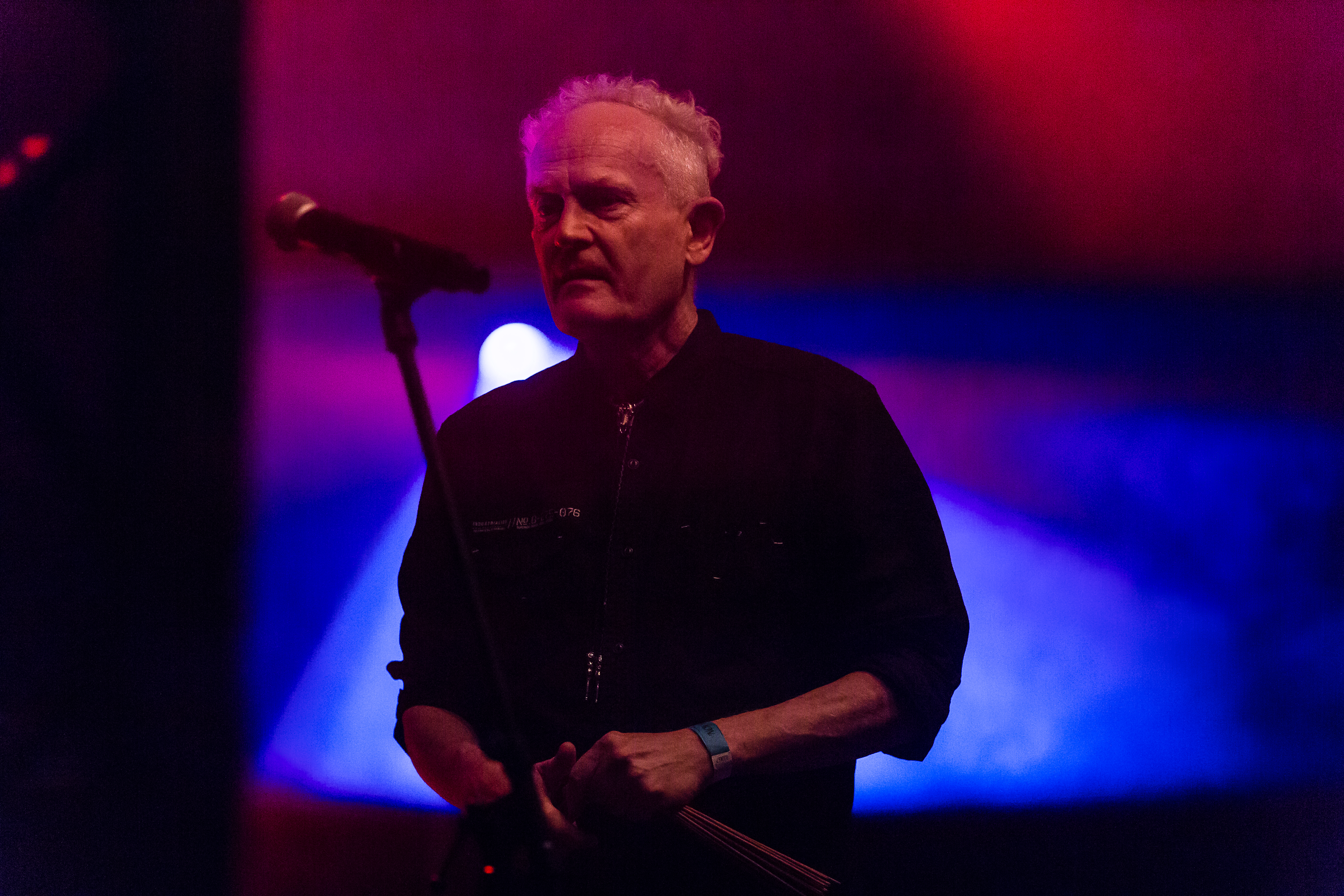
Attrition (Martin Bowes) auf dem Festival Nocturnal Culture Night 2023 in Deutzen

Attrition ist eine britische Avantgarde-Musikgruppe.
Sie wurde 1979 in Coventry England gegründet, ihre Musik bewegt sich im Bereich des elektronischen Dark Wave in Anlehnung an Bands wie Throbbing Gristle. Allerdings experimentierte die Band auch mit klassischen Elementen.
Die Band besteht eigentlich nur aus Martin Bowes, der seine Liveauftritte mit verschiedenen Gastmusikern absolviert. Das Line-Up der Band war nie wirklich fest.

## Diskografie
Alben
- 1982 Death House
- 1983 Action and Reaction
- 1985 Smiling, At The Hypogonder Club
- 1986 In The Realm Of The Hungry Ghosts
- 1988 At The Fiftieth Gate
- 1991 A Tricky Business
- 1993 The Hidden Agenda
- 1995 Ephemera
- 1996 3 Arms & A Dead Cert
- 1997 Etude
- 1999 The Jeopardy Maze
- 2000 Heretic Angels (live)
- 2000 The Hand that Feeds
- 2004 Dante’s Kitchen
- 2008 All mine enemys whispers
- 2009 Kill the Buddha! (live)

Kollektionen
- 1990 Recollection (84-89)
- 1996 History (Promo)
- 2000 Esoteria (ambient works)
- 2001 Keepsakes and reflections (a collection of rarities)
- 2002 The Eternity LP
- 2005 The Terminal Kaleidoscope (live in Holland 1984)
- 2006 Tearing arms from Deities (1980 - 2005 The 25 year anniversary collection)

Maxis und Singles
- 1982 Fear/Devoid
- 1984 Deliverance The Voice Of God
- 1985 Shrinkwrap
- 1987 Take Five
- 1988 Haydn (remix)
- 1989 Turn To Gold Haydn the final session
- 1991 Thin Red Line
- 1992 Something In My Eye
- 1993 Lip Sync
- 1997 The Eternity ep
- 1999 Kissing a Virtual Angel
- 2000 Red letter/Kharb
- 2004 Dante’s Kitchen the R&K mixes